# Piragüisme als Jocs Olímpics d'estiu de 2024 - C-1 Femení
La prova de C-1 femenina de Piragüisme eslàlom als Jocs Olímpics de París 2024 serà la 2a edició de l'esdeveniment en unes Olimpíades. La prova es disputarà entre el 30 i el 31 de juliol del 2024 a l'Estadi nàutic olímpic de l'Illa de França, situat al municipi francès de Vaires-sur-Marne.
L'australiana Jessica Fox és la vigent i única campiona de la disciplina olímpica després de guanyar la medalla d'or als Jocs Olímpics de Tòquio 2020. La medalla de plata fou per la britànica Mallory Franklin i la medalla de bronze la va aconseguir l'alemanya Andrea Herzog.

## Format
El format consisteix en la navegació per aigües braves durant un recorregut d'uns 300 metres, on les participants han d'anar passant portes en la direcció correcta, en cas contrari hi ha una penalització de segons. La competició comença amb la fase preliminar on totes les piragüistes tindran dues baixades i se'ls hi comptarà el millor temps. Les 15 atletes que estiguin al capdamunt, passaran a les semifinals, on només tindran una única baixada per aconseguir el millor temps. Les 10 millors piragüistes d'aquesta ronda es classificaran per la final. A la final, només tindran 1 baixada i qui faci menys temps aconseguirà la medalla d'or.

## Classificació
França, com a país amfitrió, té assegurada una plaça en els Jocs Olímpics. La majoria de places (12) es van aconseguir mitjançant el Campionat del Món de Piragüisme d'eslàlom celebrat al Regne Unit entre el 19 i el 24 de setembre de 2023 i després en els diferents tornejos de classificació contintentals. Els 2 últims llocs seran per les places universals, per garantir la territorialitat de la competició. S'han de tenir en compte dos aspectes. Per una banda, cada país només podrà tenir una competidor a la prova i una mateix piragüista no podrà disputar la mateixa prova en caiac. Les places s'assignaran als països i després seran les federacions nacionals qui corroboraran l'atleta classificada.
| Esdeveniment                       | Data                    | Places | País         | Atleta classificada |
| ---------------------------------- | ----------------------- | ------ | ------------ | ------------------- |
| País amfitrió                      | -                       | 1      | França       |                     |
| Jocs Europeus                      | 29 juny - 2 juliol 2023 | 1      | Eslovènia    |                     |
| Campionat del Món                  | 19 - 24 setembre 2023   | 12     | Andorra      |                     |
| Campionat del Món                  | 19 - 24 setembre 2023   | 12     | Estats Units |                     |
| Campionat del Món                  | 19 - 24 setembre 2023   | 12     | Austràlia    |                     |
| Campionat del Món                  | 19 - 24 setembre 2023   | 12     | Regne Unit   |                     |
| Campionat del Món                  | 19 - 24 setembre 2023   | 12     | Txèquia      |                     |
| Campionat del Món                  | 19 - 24 setembre 2023   | 12     | Alemanya     |                     |
| Campionat del Món                  | 19 - 24 setembre 2023   | 12     | Eslovàquia   |                     |
| Campionat del Món                  | 19 - 24 setembre 2023   | 12     | Brasil       |                     |
| Campionat del Món                  | 19 - 24 setembre 2023   | 12     | Espanya      |                     |
| Campionat del Món                  | 19 - 24 setembre 2023   | 12     | Itàlia       |                     |
| Campionat del Món                  | 19 - 24 setembre 2023   | 12     | Ucraïna      |                     |
| Campionat classificació Àsia       | 26 - 29 octubre 2023    | 1      | Xina         |                     |
| Campionat d'Oceania                | 26 - 28 gener 2024      | 1      | -            |                     |
| Campionat classificació Àfrica     | 9 - 11 febrer 2024      | 1      | -            |                     |
| Campionat classificació Panamèrica | 15 - 17 març 2024       | 1      | Canadà       |                     |
| Recol·locació                      |                         | 2      | Polònia      |                     |
| Recol·locació                      | Països Baixos           | 2      |              |                     |

## Medaller històric
| Posició | País       | Or | Argent | Bronze | Total |
| ------- | ---------- | -- | ------ | ------ | ----- |
| 1       | Austràlia  | 1  | 0      | 0      | 1     |
| 2       | Regne Unit | 0  | 1      | 0      | 1     |
| 3       | Alemanya   | 0  | 0      | 1      | 1     |